# Wailua
Wailua és una concentració de població designada pel cens dels Estats Units a l'estat de Hawaii. Segons el cens del 2000 tenia 2.083 habitants.

## Demografia
Segons el cens del 2000, Wailua tenia 2.083 habitants, 781 habitatges, i 549 famílies La densitat de població era de 624,94 habitants per km².
Dels 781 habitatges en un 30,7% hi vivien nens de menys de 18 anys, en un 52,1% hi vivien parelles casades, en un 12,4% dones solteres, i en un 29,7% no eren unitats familiars. En el 23,8% dels habitatges hi vivien persones soles el 8,1% de les quals corresponia a persones de 65 anys o més que vivien soles. El nombre mitjà de persones vivint en cada habitatge era de 2,67 i el nombre mitjà de persones que vivien en cada família era de 3,16.
Per edats la població es repartia de la següent manera: un 25,4% tenia menys de 18 anys, un 6,3% entre 18 i 24, un 25,3% entre 25 i 44, un 25,6% de 45 a 64 i un 17,4% 65 anys o més.
L'edat mediana era de 41,1 anys. Per cada 100 dones hi havia 102,04 homes. Per cada 100 dones de 18 o més anys hi havia 98,21 homes.
La renda mediana per habitatge era de 45.875 $ i la renda mediana per família de 52.083 $. Els homes tenien una renda mediana de 34.615 $ mentre que les dones 25.380 $. La renda per capita de la població era de 20.231 $. Aproximadament el 8,7% de les famílies i el 8,9% de la població estaven per davall del llindar de pobresa.

## Poblacions més properes
El següent diagrama mostra les poblacions més properes.